# Rechtsgeschichte der Niederlande
Eine einheitliche Rechtsgeschichte der Niederlande ist ab etwa dem 18. Jahrhundert nachvollziehbar, als die zuvor bestehenden vielfältigen Rechtsordnungen zunehmend vereinheitlicht wurden.

## Römisch-holländisches Recht
Bis ins 18. Jahrhundert war die Rechtszersplitterung Merkmal der Justiz in den siebzehn Provinzen der habsburgischen Niederlande, die durch die Burgundische Erbschaft zum Reich Karls V. gehörten: In jeder Provinz galt primär das eigene Gewohnheitsrecht, die costumen, costuijmen und usanties, subsidiär das rezipierte gemeine Recht als römisch-holländisches Recht. Die wichtigste Zusammenfassung dieses Rechtszustandes findet sich in Hugo Grotius’ Inleidinge tot de Hollandsche rechts-releerdheid (1631).
Es bestanden somit parallel drei verschiedene Rechtsquellen: Gewohnheitsrecht, gemeines Recht und das neu entwickelte Naturrecht. Als im 18. Jahrhundert die Frage nach Rechtsvereinheitlichung und Kodifikation aufkam, kam es zwischen den Lagern – besonders zwischen gemeinem Recht und Naturrecht – zu heftigen Kontroversen, welches dieser Rechte dafür in Frage kam. Da 1798 die Republik der Sieben Vereinigten Provinzen in der von Frankreich abhängigen Batavischen Republik aufging, ergaben sich aus dem Streit keine praktischen Konsequenzen.

## Kodifikationsbewegung
Nach Art. 28 der Verfassung der Batavischen Republik war bis 1800 eine Zivilrechtskodifikation zu schaffen. Unter der Leitung des Naturrechtlers Hendrik Constantijn Cras wurde eine Kommission errichtet, die sich zwar inhaltlich am Naturrecht ausrichtete, aber die Systematik von Grotius’ Einführung übernahm. Der hohe wissenschaftliche Standard führte dazu, dass bis 1804 lediglich ein Strafgesetzbuch und Fragmente eines Gesetzbuches erarbeitet waren. Die Kritik des Hohen Nationalen Gerichtshofs führte schließlich zur Auflösung der Kommission; das römisch-holländische Recht blieb weiterhin in Kraft.
Napoleons Bruder Ludwig, der seit 1806 König des Königreichs Holland war, gab schon kurz nach Beginn seiner Regierungszeit dem Rechtsanwalt Joannes van der Linden die Aufgabe, erneut den Versuch eines Zivilgesetzbuches zu unternehmen. Napoleon ging heftig gegen diese Selbständigkeit vor und schrieb am 31. Oktober 1806: „Ich wünsche, dass sie anordnen, dass vom nächsten 1. Januar an der Code Napoléon das Gesetz Eurer Völker sei.“ (»Je désirerais que vous ordonnassiez qu’à dater du 1er janvier prochain le code Napoléon sera la loi de vos peuples«). Die Arbeiten van der Linden waren 1808 vollendet. Der politische Druck Frankreichs verhinderte jedoch seine unmittelbare Inkraftsetzung. Erst nach einer Überarbeitung durch eine Kommission trat noch im selben Jahr das Wetboek Napoleon ingerigt voor het Koningrijk Holland in Kraft.
Schon zwei Jahre später wurde das Königreich Holland mit Frankreich vereinigt und durch Dekret vom 11. März 1811 die Geltung der französischen Gesetze im ehemaligen Königreich bestimmt. Die französischen Gesetze galten auch nach der Machtübernahme durch Wilhelm I. fort, jedoch wurde schon bald wieder eine Kommission damit beauftragt, ein Zivilgesetzbuch zu erarbeiten – nun unter der Leitung Joan Melchior Kempers. Schon bei der Präsentation der Ergebnisse waren die Arbeiten der Kommission Kemper jedoch politisch nicht mehr durchsetzbar: Infolge des Wiener Kongresses waren die ehemals österreichischen, südlichen Niederlande (heute Belgien) nun Teil des neuen Königreiches der Niederlande und nahmen den Entwurf nicht an. Es musste abermals eine Kommission gebildet werden, diesmal unter Vorsitz des Lütticher Richters Pierre Thomas Nicolaï. Auch dieser wurde von den historischen Ereignissen überholt: Die südlichen Niederlande gründeten 1830 einen unabhängigen Staat Belgien und politisch ließ sich in den nördlichen Niederlanden ein belgisch beeinflusstes Zivilgesetzbuch nicht durchsetzen. Man überarbeitete also den Nicolaïschen Entwurf, der schließlich 1838 als Burgerlijk Wetboek Gesetz wurde und die Geschichte des niederländischen Zivilrechts über 150 Jahre lang bestimmen sollte.
Das Burgerlijk Wetboek war in großen Teilen eine Übersetzung des französischen Code civil. Dennoch hatte es in wesentlichen Grundentscheidungen auch seinen eigenen Stil. Charakteristisch hierfür ist die Übertragung des Eigentums an beweglichen Sachen: Während nach französischem Recht das Kausalprinzip galt, entschied man sich in den Niederlanden für das römisch-holländische Abstraktionsprinzip, das neben Verpflichtungsgeschäft noch eine Übergabe verlangt. Im Deliktsrecht übernahm man zwar die berühmte Generalklausel des französischen Deliktsrechts, legte sie aber so aus, dass sie ähnlich wie im heutigen deutschen Deliktsrecht die Verletzung eines absoluten Rechts verlangte.

## 20. Jahrhundert
Die Kritik am Burgerlijk Wetboek war nie ganz verstummt und verschärfte sich im 20. Jahrhundert. Zu seinem hundertjährigen Bestehen äußerten sich zwei der bedeutendsten Rechtslehrer der Zeit in einem Gedenkbuch unterschiedlich: Paul Scholten begann seinen Artikel mit: „Ons Burgerlijk Wetboek is een rustig bezit“, Eduard Maurits Meijers befürwortete ein eigenes, niederländisches Gesetzbuch, „waarin ook een klein volk groot kan zijn“. Die deutsche Besatzung 1940 verhinderte jedoch weitere Schritte. Nach Ende des Zweiten Weltkrieges erhielt Meijers den Auftrag ein neues Burgerlijk Wetboek zu erarbeiten. Sein Entwurf war in neun Bücher aufgeteilt. Die ersten vier stellte er schon im April 1954 vor. Da er kurz darauf verstarb, übertrug man die weiteren Arbeiten vielen verschiedenen Rechtswissenschaftlern. Die einzelnen Bücher wurden im Verlaufe des 20. Jahrhunderts schrittweise in Kraft gesetzt.
Das 20. Jahrhundert war besonders auch im Verwaltungsrecht zahlreich an Gesetzesvorhaben: 1994 trat ein Provinzialgesetz (Provinciewet) und ein Gemeindegesetz (Gemeentewet) in Kraft. Seit 1994 wird schrittweise das Allgemeine Verwaltungsgesetz (Algemene wet bestuursrecht) eingeführt, das neben dem allgemeinen Verwaltungsrecht auch das Verwaltungsverfahren und das Verwaltungsprozessrecht enthält.